# بيفيليرس أو بويس
بيفيليرس أو بويس (بالفرنسية: Bienvillers-au-Bois)‏ هي بلدية تقع في إقليم باد كاليه من منطقة نور با دو كاليه في شمال فرنسا. تبلغ مساحة هذه المدينة 7.39 (كم²)، وترتفع عن سطح البحر 156 م، يبلغ عدد سكانها 603 نسمة حسب إحصاء المعهد الوطني للإحصاء والدراسات الاقتصادية سنة 2009 م. وترأس Olivier Prouvost البلدية خلال فترة (2008-2014).